# Casa de raport de pe str. Toma Ciorbă, 13 (Chișinău)
Casa de raport de pe str. Toma Ciorbă, 13 este o clădire amplasată pe str. Toma Ciorbă, 13 în Chișinău, Republica Moldova. Este un monument arhitectural de importanță națională inclus în Registrul monumentelor Republicii Moldova ocrotite de stat cu nr. 72 (municipiul Chișinău). Datează de la sf. sec. XIX.